# Stazione di Atlantic Terminal
La stazione di Atlantic Terminal è una stazione ferroviaria che funge da capolinea dell'Atlantic Branch della Long Island Rail Road. Serve il quartiere Downtown Brooklyn del borough newyorkese di Brooklyn.

## Storia
La stazione fu aperta il 2 luglio 1877 con il nome Flatbush Avenue, andando a sostituire una precedente stazione denominata Brooklyn. Nel 1907 la stazione venne ricostruita in sotterranea. Il 5 gennaio 2010 fu inaugurato un nuovo fabbricato viaggiatori e la stazione rinominata Atlantic Terminal.

## Strutture e impianti
La stazione è sotterranea e dispone di tre banchine ad isola e sei binari.

## Movimento
La stazione è servita dai treni delle linee Babylon, Far Rockaway, Hempstead, Long Beach, Montauk, Oyster Bay, Port Jefferson, Ronkonkoma e West Hempstead del servizio ferroviario suburbano della Long Island Rail Road.

## Servizi
La stazione è accessibile alle persone con disabilità motoria.
- Biglietteria a sportello
- Biglietteria automatica
- Sala d'attesa

## Interscambi
La stazione è servita da alcune autolinee gestite da MTA Bus e NYCT Bus ed è collegata alla stazione della metropolitana Atlantic Avenue-Barclays Center.
- Stazione metropolitana (Atlantic Avenue-Barclays Center, linee 2, 3, 4, 5, B, D, N, Q ed R)
- Fermata autobus